# Haptolana somala
Haptolana somala är en kräftdjursart som beskrevs av Messana och Chelazzi 1984. Haptolana somala ingår i släktet Haptolana och familjen Cirolanidae. Inga underarter finns listade i Catalogue of Life.